# Wolf & Raven
Wolf & Raven – drugi singel fińskiego zespołu power metalowego Sonata Arctica. Jest to jedyne wydawnictwo zespołu, które zawiera utwór "Peacemaker" w wersji studyjnej.

## Spis utworów
1. "Wolf & Raven" – 04:19
2. "Peacemaker" – 03:28

## Twórcy
- Tony Kakko – śpiew
- Jani Liimatainen – gitara
- Mikko Härkin – instrumenty klawiszowe
- Marko Paasikoski – gitara basowa
- Tommy Portimo – instrumenty perkusyjne